# Горицька стариця
Го́рицька стари́ця — озеро у Куликівському районі Чернігівської області, на лівому березі Десни (басейн Дніпра), за 2,5 км від села Гориця.
Довжина близько 2,5 км, ширина 200 м, площа 0,6 км², глибина до 3 м. Улоговина підковоподібної форми. Східні береги низькі, заболочені, укриті болотною й лучною рослинністю, західні — підвіщені, поросли вільхою і вербою. Живлення мішане.
Температура води влітку +18, +19,5 °C на глибині 0,5 м, +12, +13 °C на глибині 2,5 м. Прозорість води 1 м. Дно вкрите мулистими відкладами. Взимку замерзає.
Серед рідкісних рослин — ряска мала, сальвінія плаваюча.
Водяться карась, окунь, щука, лин, плітка. У прибережних заростях — гніздування очеретянок, болотяних крячок, водяної курочки та інших птахів.
Озеро та його береги — місце відпочинку; рибальство.